# Бурген (Хунсрюк)
Бурген (нем. Burgen) — община в Германии, в земле Рейнланд-Пфальц.
Входит в состав района Бернкастель-Витлих. Подчиняется управлению Бернкастель-Кюс. Население составляет 584 человека (на 31 декабря 2010 года). Занимает площадь 7,78 км².